# Hydrothelphusa vencesi
Hydrothelphusa vencesi is een krabbensoort uit de familie van de Potamonautidae. De wetenschappelijke naam van de soort is voor het eerst geldig gepubliceerd in 2007 door Cumberlidge, Marijnissen & Thompson.